# Алексей Кившенко
Алексей Данилович Кившенко е руски художник-баталист. Автор на картини от действията в Руско-турската война (1877-1878).

## Биография
Алексей Кившенко е роден през 1851 г. в Русия. Постъпва в Императорската художествена академия в класа на художника и педагога Гун. Още като студент се отличава с талантливите си работи. За картините „Самсон и Далила“ и „Брак в Кане Галилейской“ е отличен със златни медали на академията. Завършва обученито си през 1877 г.
Прави впечатление с най-добрата си картина „Военный совет в Филях“ и е изпратен на специализация в Германия и Франция (1880-1884). Участва в археологическа експедиция в Палестина и Сирия (1891). Създава художествена ловна серия. За картината „Псарный двор“ е обявен за академик (1884).
През 1884 г. е командирован като военен кореспондент в Кавказ и България със задача да събира материали за създаването на картини посветени на Руско-турската война (1877-1878). Без да е непосредствен свидетел на войната създава серия по тази тема:
- „Щурмът на Ардахан“ (1886)
- „Щурмът на Горгопотанските възвишения“ (1887)
- „Поражението на армията на Мухтар паша на Аладжакските височини“ (1888)
- „Боят при Зевин“ (1889)
- „Поражението при Деве бойня“
- „Преследване на турците към Карс“
- „Третия ден от боя на Шипка“
- „Последния бой на Шипка-Шейново“
- „Горни Дъбник“

Професор в Императорската художествена академия, където води класа на художниците – баталисти (1894). Днес неговите картини за в най-престижните руски галерии: Зимния дворец, Третяковската галерия, Художествената академия.